# Thanatopraxie

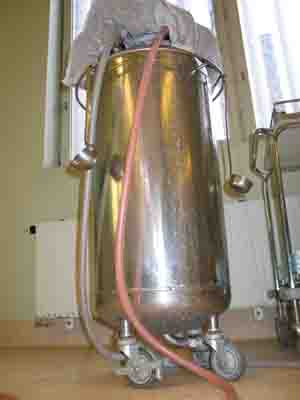
Een container gevuld met een conserverend middel

Thanatopraxie is een methode om een lichaam tijdelijk te conserveren, zonder dat daarvoor koeling nodig is. Het is bedoeld om het ontbindingsproces af te remmen en het lichaam toonbaar en reukloos te houden vanaf het moment van overlijden tot aan het moment van de uitvaart. De naam is afgeleid van de Griekse woorden voor de dood, θάνᾶτος (thanatos) en voor handeling, πρᾶξις (praxis). In tegenstelling tot bij balseming, is het dus niet de bedoeling om het lichaam langdurig te conserveren.
Bij thanatopraxie wordt het bloed uit de aderen voor een groot deel vervangen door een conserverend middel. Hiertoe wordt in een slagader in de lies of de hals de conserveringsvloeistof ingebracht en bloed uit een ader afgevangen. De conserveringsvloeistof die het lichaam maximaal 10 dagen kan conserveren bestaat uit formaline (maximaal 0,5%) in combinatie met zouten en kleurstoffen om een zo natuurlijk mogelijke huidskleur te verkrijgen.   
In vorige eeuwen werden hiervoor conserverende stoffen gebruikt op basis van metaalzouten of arseen, maar die waren erg giftig en weinig effectief. 

## Wettelijke status

### Nederlandse situatie
In Nederland is volgens de Wet op de lijkbezorging elke vorm van conservering van het lijk verboden, met enkele uitzonderingen (artikel 71 en 87):
- conserveren van delen van het lijk ten behoeve van orgaandonatie
- lichamen die bestemd zijn voor ontleding ('ter beschikking gesteld voor de wetenschap')
- als de overledene naar het buitenland getransporteerd moet worden
- als het leden van het Koninklijk Huis betreft (art. 87)
- als de conserverende werking ten hoogste tien dagen effect heeft (art. 71 lid 4).[1]

Het laatstgenoemde maakt dat thanatopraxie sinds 2010 is toegestaan. Wel kunnen bij ministeriële regeling eisen worden gesteld aan de opleiding en vakbekwaamheid van degenen die deze handeling uitvoeren (art. 71 lid 6 Wet op de lijkbezorging). Een dergelijke regeling is echter (in januari 2024) nog niet ingevoerd en er zijn dus wettelijk gezien geen eisen. Er is wel een 'register van erkende thanatopracteurs' dat wordt beheerd door het Nederlands Instituut voor Thanatopraxie (dat ook examens afneemt) en er bestaan verschillende opleidingen.

### Vlaamse situatie
In Vlaanderen is thanatopraxie geregeld in het Besluit van de Vlaamse regering tot organisatie, inrichting en beheer van begraafplaatsen en crematoria (Hoofdstuk III) uit 2004. Dit besluit kent eveneens uitzonderingen waarbij balseming is toegestaan, voor vervoer naar het buitenland en voor ontleding (wetenschappelijk onderzoek).
Ook in Vlaanderen is thanatopraxie toegestaan, waarbij als voorwaarde geldt dat deze een crematie of begrafenis niet mogen belemmeren, en dat het lichaam bij begraven binnen tien jaar volledig moet zijn geskeletteerd.